# Port lotniczy Nowy Jork-Stewart

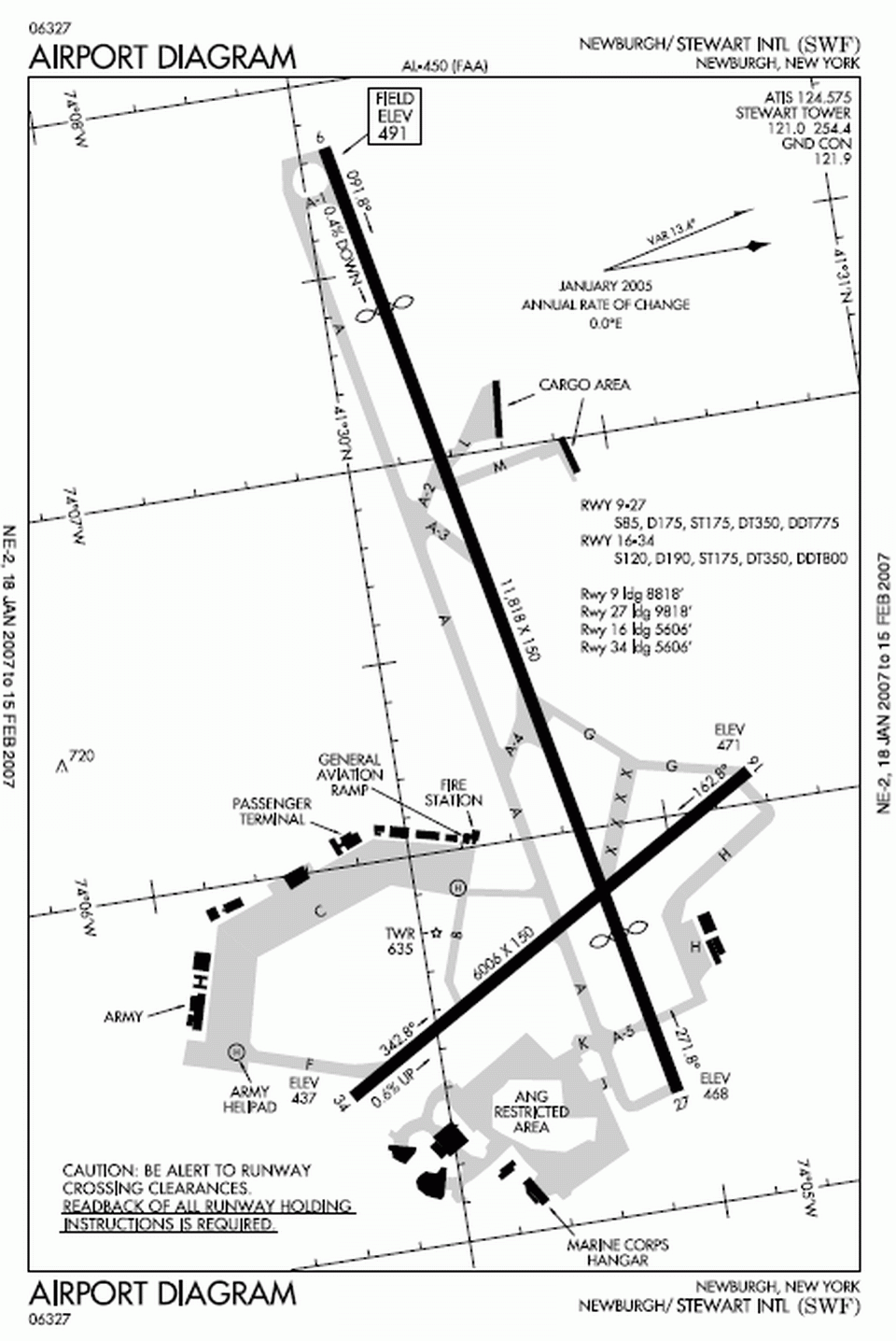
Plan lotniska

Międzynarodowy port lotniczy Nowy Jork-Stewart (ang. New York Stewart International Airport, kod IATA: SWF kod ICAO: KSWF) – Międzynarodowy port lotniczy obsługujący ruch wojskowy i cywilny, położony w miejscowościach Newburgh i New Windsor, w hrabstwie Orange w stanie Nowy Jork, znajduje się on około 100 km na północ od Manhattanu.

## Kierunki lotów i linie lotnicze

### Pasażerskie
| Linie lotnicze    | Kierunki lotów                                                                          |
| ----------------- | --------------------------------------------------------------------------------------- |
| Allegiant Air     | Orlando/Sanford, Punta Gorda, St.Petersburg/Clearwater Sezonowo: Myrtle Beach, Savannah |
| Frontier Airlines | Fort Lauderdale, Orlando, Tampa Sezonowo: Atlanta                                       |
| Play              | Reykjavík-Keflavík                                                                      |

### Cargo
| Linie lotnicze | Kierunki lotów                                      |
| -------------- | --------------------------------------------------- |
| FedEx Express  | Allentown, Memphis                                  |
| UPS Airlines   | Louisville, Harrisburg, Manchester-Boston, Columbia |
| Kalitta Air    | Los Angeles                                         |